# بوسکویچ ۱۴۳۶۱
سیارک ۱۴۳۶۱ (به انگلیسی: 14361 Boscovich، نامگذاری:1988DE) چهارده هزار و سیصد و شصت و یکمین سیارک کشف شده‌است که در ۱۷ فوریه ۱۹۸۸ کشف شد.
قدر مطلق سیارک برابر ۱۳٫۱۰ است.